# هناء إدور
هناء ادور هي ناشطة حقوق إنسان عراقية ومناضلة يسارية ومدافعة عن حقوق المرأة وسكرتيرة جمعية الأمل العراقية، إحدى منظمات المجتمع المدني في العراق. مثلّت رابطة المرأة العراقية في الهيئة التنفيذية لاتحاد النساء الديمقراطي العالمي في برلين للفترة من 1972- 1982، وبعملها كانت على علاقة وطيدة مع نزيهة الدليمي رئيسة الرابطة، التي كانت أول وزيرة في تاريخ العراق والوطن العربي.
من مواليد البصرة في جنوب العراق، حيث أكملت دراسة الإعدادية ثم انتقلت إلى جامعة بغداد للدراسة في كلية الحقوق. بعد برلين توجهت إلى دمشق حيث تركز نشاطها على إعادة بناء رابطة المرأة، ثم التحقت في عام 1985 بحركة الأنصار في شمال العراق التابعة للحزب الشيوعي العراقي. وبعد ثلاث سنوات من الكفاح المسلح ضد النظام، انتقلت إلى موسكو لدراسة النظرية الماركسية اللينينية في معهد العلوم الاجتماعية 1988-1990. بعدها عادت إلى دمشق لتعمل كمدير تنفيذي لأكبر مجلة يسارية عربية وهي مجلة «النهج»، وكذلك في مؤسسة «المدى» الإعلامية للفترة من 1991-1996. وفي حزيران 1996 انتقلت إلى أربيل بشكل دائم للإشراف على مشاريع جمعية الأمل العراقية. وفي نيسان 2003 نقلت مقر إقامتهاإلى بغداد. هناء أدور إحدى الخبيرات المعتمدة من قبل المنظمة العالمية لمراقبة حقوق الإنسان، وأسست جمعية الأمل في عام 1992.
اشتهرت في وسائل الإعلام بعد تحديها لنوري المالكي وتوزيعها بوسترات مطالبة إياه بإطلاق سراح الشباب الناشطين في تظاهرات ساحة التحرير، عرفت بنشاطها لتحسين وضع حقوق الإنسان والمرأة في العراق، وشاركت في تأسيس المبادرة المدنية للحفاظ على الدستور، ومقاضاة رئيس السن لمجلس النواب في أب 2010 أمام المحكمة الاتحادية العليا حول الجلسة المفتوحة، وكان لقرار المحكمة الدور الحاسم في استئناف مجلس النواب لجلساته. ساهمت باطلاق حملة استرداد رواتب نواب البرلمان العراقي التي استلموها قبل تشكيل الحكومة، لأنهم لم يقوموا بأي عمل يستأهلون عليه المال. حائزة على جائزة مكتب السلام العالمي شون ماكبرايد في عام 2011.
حصلت هناء أدور من قبل مؤسسة تكريم على لقب «المرأة العربية الأولى» لعام 2013 عن جهودها المدنية للمرأة العراقية.